# Prangos didyma
Prangos didyma är en flockblommig växtart som först beskrevs av Eduard August von Regel, och fick sitt nu gällande namn av Pimenov och Vadim Nikolaevich Tikhomirov. Prangos didyma ingår i släktet Prangos och familjen flockblommiga växter. Inga underarter finns listade i Catalogue of Life.